# Asticta stenoptera
Asticta stenoptera là một loài bướm đêm trong họ Erebidae.